# Сенгилеевский сельсовет
Сенгилеевский сельсовет — упразднённое сельское поселение в Шпаковском районе Ставропольского края России.
Административный центр — село Сенгилеевское.

## История
В 1924 году образован исполнительный комитет Сенгилеевского сельского Совета рабочих, крестьянских и красноармейских депутатов станицы Сенгилеевской.
Статус и границы сельского поселения установлены в 2004 году .
16 марта 2020 года все муниципальные образования Шпаковского муниципального района были объединены в Шпаковский муниципальный округ.

## Символика
Официальными символами муниципального образования служили герб и флаг, утверждённые решением Сенгилеевской думы от 24 февраля 2004 года № 171. 6 декабря 2006 года герб сельсовета внесён в Государственный геральдический регистр Российской Федерации под номером 2691:154.
Геральдическое описание герба гласило: «В рассечённом зелёно-лазоревом поле щита под золотой стенозубчатой о трёх зубцах главой, обременённой скрещёнными клинками вверх двумя чёрными казачьими шашками, серебряный колокол с червлёной каплей вместо языка».
Стенозубчатая глава и скрещённые шашки символизировали «военно-казачье прошлое» станицы Сенгилеевской (ныне село Сенгилеевское). Фигура колокола указывала на её первоначальное название («Богоявленское»), а также являлась «символом памяти по погибшим в трагедии 1807 года», когда данный населённый пункт подвергся нападению горцев, в ходе которого часть местных жителей безуспешно пыталась укрыться в здании церкви. В результате нападения 30 человек было убито и 24 ранено. Красная как кровь капля, изображённая вместо языка колокола, также была призвана напоминать об этом трагическом событии. Зелень и лазурь символизировали «название станицы, которое в переводе с тюркского означает „место у воды, богатое травой“»:154.
Флаг Сенгилеевского сельсовета представлял собой прямоугольное «полотнище из синей, жёлтой и зелёной горизонтальный полос. В крыже серебряный колокол с красной каплей вместо языка».
Автор эскизов герба и флага — художник-геральдист Игорь Леонидович Проститов (Ставрополь):154. При создании герба за его основу был взят проект, разработанный в 2002 году И. В. Ожидаевым (Сенгилеевское):273.

## Население
| 1989  | 2002  | 2010  | 2011  | 2012  | 2013  | 2014  |
| ----- | ----- | ----- | ----- | ----- | ----- | ----- |
| 3140  | ↘3012 | ↗3088 | ↗3090 | ↗3092 | ↗3107 | ↘3102 |
| 2015  | 2016  | 2017  | 2018  | 2019  | 2020  |       |
| ↗3120 | ↗3157 | ↗3196 | ↘3191 | ↘3141 | ↘3056 |       |

### Национальный состав
По итогам переписи населения 2010 года проживали следующие национальности (национальности менее 1 %, см. в сноске к строке "Другие"):
| Национальность | Численность | Процент |
| -------------- | ----------- | ------- |
| Русские        | 2698        | 87,37   |
| Курды          | 84          | 2,72    |
| Даргинцы       | 74          | 2,40    |
| Чеченцы        | 51          | 1,65    |
| Армяне         | 35          | 1,13    |
| Украинцы       | 34          | 1,10    |
| Другие         | 112         | 3,63    |
| Итого          | 3088        | 100,00  |

## Состав сельского поселения
| № | Населённый пункт | Тип населённого пункта       | Население |
| - | ---------------- | ---------------------------- | --------- |
| 1 | Сенгилеевское    | село, административный центр | ↘2458     |
| 2 | Приозёрный       | посёлок                      | ↘400      |

## Местное самоуправление
Главы муниципального образования
- Куликов Александр Николаевич

Главы администрации муниципального образования
- с марта 2017 года - Стаценко Валентина Павловна

## Экономика
На современном этапе на территории муниципального образования зарегистрировано три юридических и 38 частных предпринимателей, занимающихся сельскохозяйственным производством. Также на территории находится группа Сенгилеевских ГЭС филиала ОАО «Гидро ОГК» «Каскад Кубанских ГЭС».